# Lawrence Washington (Pfarrer)

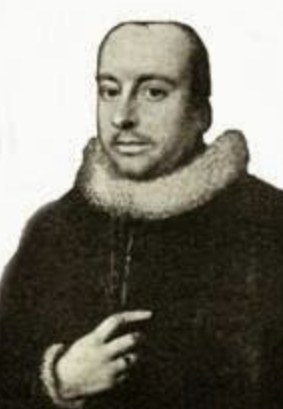
Lawrence Washington

Lawrence Washington (* 1602 wahrscheinlich in Sulgrave, Northamptonshire, England; † 21. Januar 1652 ebenda) war ein englischer anglikanischer Pfarrer. Er war ein früher Vorfahr der Washington-Familie in Virginia und der Ururgroßvater des US-Präsidenten George Washington.

## Leben

### Herkunft
Washington war der fünfte Sohn von Lawrence Washington (1565–1616) aus Sulgrave Manor, Northamptonshire, Sohn und Erbe von Robert Washington (1544–1619) aus Sulgrave und dessen erster Frau Elizabeth Lyte, Tochter und Erbin von Walter Lyte aus Radway, Warwickshire. Seine Mutter war Margaret Butler († 16. März 1651), die älteste Tochter und Miterbin von William Butler aus Tyes Hall in Cuckfield, West Sussex, und Margaret Greeke, der Tochter von Thomas Greeke, aus Palsters, Lancashire.
Lawrence Washington hatte sieben Brüder (Robert, Sir John, Sir William, Richard, Thomas, Gregory und George) und neun Schwestern (Elizabeth, Joan, Margaret, Alice, Frances, Amy, Lucy, Barbara und Jane).

### Karriere
Washington wurde 1619 an das Brasenose College in Oxford zugelassen. Er absolvierte 1623 seinen Bachelor of Arts und wurde innerhalb weniger Tage zum Fellow des Colleges gewählt. 1626 erhielt er seinen Master of Arts und wurde 1627 zum Universitätslektor ernannt.
Am 26. August 1632 ernannte der Erzbischof von Canterbury, William Laud, Washington zum proctor (Anwalt) der Universität Oxford. Auf Wunsch von König Karl I. sollte Laud die reformerischen Bestrebungen der hochkirchlichen Partei innerhalb der Church of England, auch bekannt als Laudianismus, durchsetzen und die Universität von puritanischen Geistlichen befreien. Washington spielte eine bedeutende Rolle bei der Umsetzung dieser Pläne des Erzbischofs. Für seine Dienste ernannte Laud Washington zum gut bezahlten Rektor der All Saints Parish in Purleigh, Essex, den er 1632 übernahm. Durch diese Ernennung konnte Washington Amphilis Twigden heiraten, eine gebildete und wohlhabende junge Witwe. Als Oxford-Don hatte Washington das Risiko auf sich genommen, gegen das Heiratsverbot der Universität zu verstoßen, indem er um sie warb.
Während des Bürgerkriegs wurden mehr als hundert Geistliche der Church of England, die als „skandalös, bösartige Priester“ bezeichnet wurden, vom puritanischen Parlament wegen angeblichen Hochverrats, Laudianismus oder Unmoral aus ihren Gemeinden entlassen. Im Jahr 1643 wurde Washington aufgrund von Vorwürfen, er sei ein „häufiger Besucher von Gasthäusern,“ der „andere in diesem tierischen Laster ermutigt,“ getadelt und verlor sein Amt.
Nach seiner Entlassung aus Purleigh wurde Washington Pfarrer der verarmten Gemeinde Little Braxted, ebenfalls in Essex. Seine Frau und Kinder begleiteten ihn nicht dorthin, da sie von der Familie von Sir Edwin Sandys aufgenommen wurden, die gute Beziehungen zu ihnen hatten. Der Patriarch der Familie Sandys hatte als Schatzmeister in der Virginia Company gedient. Durch die Sandys sicherte sich Lawrences Sohn John eine Lehrstelle bei einem Londoner Kaufmann, wo er den Tabakhandel erlernte.

Wappen der Washingtons

Washington verstarb in Armut und hinterließ ein so geringes Vermögen, dass die Erstellung eines Testamentsvollstreckerbriefs nicht notwendig war. Seine letzte Ruhestätte fand er auf dem Friedhof der All Saints’ Church in Maldon, Essex.

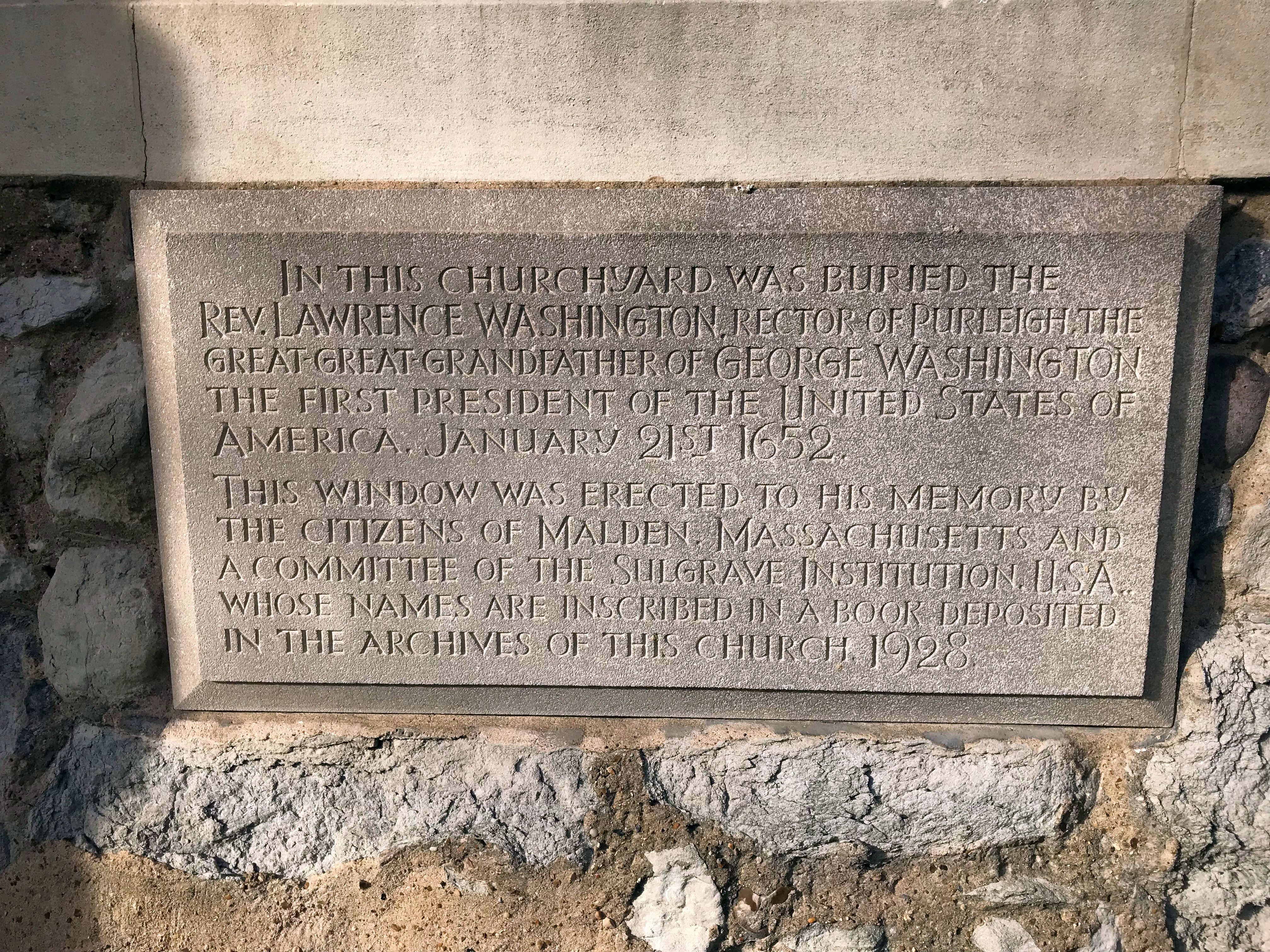
Denkmal für Lawrence Washington auf dem Kirchhof

Drei von Washingtons Kindern wanderten nach Virginia aus, ebenso wie ein weiteres Familienmitglied, Sir Samuel Argall. Argalls verwitwete Mutter, Mary († 1598), hatte Washingtons Großonkel Lawrence Washington († 1619) aus Maidstone, Kent, geheiratet, der Registrar des Court of Chancery war.

## Andenken
Im Jahr 1928 wurde das Washington-Fenster, das an die Washington-Familie erinnert, von den Bürgern von Malden (Massachusetts), an die All Saints’ Church in Maldon gespendet.

## Familie
Im Jahr 1630 traf Washington Amphilis Twigden bei einem Besuch auf dem Pendley Manor in Tring, Hertfordshire. Amphilis, die am 2. Februar 1602 getauft wurde, war die Tochter und Mit-Erbin von John Twigden aus Little Creaton, Northamptonshire, und Anne Dicken, der Tochter von William Dicken. Lawrence und Amphilis heirateten im Dezember 1633 in Tring und hatten drei Söhne und drei Töchter:
- John Washington wurde kurz nach der Hochzeit seiner Eltern im Jahr 1633/4 geboren. Im Jahr 1656 wanderte er nach Virginia aus. Dort heiratete er zunächst 1658 Anne Pope († 1668), die Tochter von Nathaniel Pope, einem Gentleman aus Virginia. Mit ihr hatte er zwei Söhne, Lawrence (Großvater von George Washington) und John, sowie eine Tochter namens Anne. Anschließend heiratete er Anne (Geburtsname unbekannt), die nacheinander die Witwe von Walter Broadhurst († 1658) und Henry Brett war. Seine dritte Ehefrau war Frances Gerard, die nacheinander die Witwe von Thomas Speak, Valentine Peyton und John Appleton war. John Washington hinterließ ein Testament vom 21. September 1675, das am 10. Januar 1677/8 bestätigt wurde. Nach seinem Tod heiratete seine Witwe Frances William Hardidge.[3]
- Lawrence Washington wurde am 18. Juni 1635 in Tring getauft. Vor Mai 1659 wanderte er nach Virginia aus, kehrte aber später nach England zurück und wurde Händler in Luton, Bedfordshire. Dort heiratete er zunächst Mary Jones, die Tochter von Edmund Jones, einem Gentleman aus Luton. Mit ihr hatte er einen Sohn namens Charles und eine Tochter namens Mary. Kurz vor dem 27. September 1667 wanderte er ein zweites Mal nach Virginia aus. Dort heiratete er etwa 1669 Joyce Jones, die nacheinander Witwe von Anthony Hoskins und Alexander Fleming war und die Tochter von William Jones aus Virginia war. Mit ihr hatte er einen Sohn namens John und eine Tochter namens Anne. Er hinterließ ein Testament vom 27. September 1675, das am 6. Juni 1677 bestätigt wurde. Nach seinem Tod heiratete seine Witwe Joyce James Yates.[3]
- William Washington wurde am 14. Oktober 1641 getauft.[3]
- Elizabeth Washington wurde am 17. August 1636 getauft. Sie heiratete einen Mann mit dem Nachnamen Rumbold.[3]
- Margaret Washington heiratete George Talbot.[3]
- Martha Washington wanderte 1678 nach Virginia aus. Sie heiratete Samuel Hayward, den Sohn des Londoner Kaufmanns Nicholas Hayward. Aus der Ehe gingen keine Kinder hervor. Sie hinterließ ein Testament vom 6. Mai 1697, das am 8. Dezember 1697 bestätigt wurde.[3]